# Leopold Brunnström
Axel Wilhelm Leopold Brunnström, född den 11 juni 1863 i Ramlösa, Malmöhus län, död den 18 juli 1950 i Halmstad, var en svensk militär.
Brunnström blev underlöjtnant vid Norra skånska infanteriregementet 1882, vid Skånska dragonregementet 1884, löjtnant där 1893 och ryttmästare 1903. Han genomgick Strömsholms ridskola 1884–1885, stallmästarekurs där 1885–1886 och ridskolan i Saumur 1887–1888 samt var ridlärare vid Strömsholms ridskola 1896–1899. Brunnström var major vid Norrlands dragonregemente 1908–1910 och vid Skånska dragonregementet 1910–1913 samt överstelöjtnant vid Kronprinsens husarregemente 1913–1918. Han övergick därefter till reserven. Brunnström var överkontrollör vid brännvins- och maltdryckstillverkningen i Kristianstads län 1921–1933. Han blev riddare av Svärdsorden 1903 och av Vasaorden 1933.